# Miamira miamirana
Miamira miamirana is een slakkensoort uit de familie van de Chromodorididae. De wetenschappelijke naam van de soort is voor het eerst geldig gepubliceerd in 1875 door Bergh.